# Powstanie czerwcowe
Powstanie czerwcowe (niem. Juniaufstand) – masowy protest robotników w Niemieckiej Republice Demokratycznej rozpoczęty 16 czerwca 1953 roku. 17 czerwca wojska sowieckie rozpoczęły tłumienie powstania.

## Przyczyny
Przyczyną wystąpienia były uchwały II Konferencji rządzącej Socjalistycznej Partii Jedności Niemiec z lipca 1952 dotyczące rozwoju socjalizmu w Niemieckiej Republice Demokratycznej. Restrykcyjne decyzje wywołały kryzys polityczny i gospodarczy. Zalecały zaostrzenie walki klasowej, zwalczanie Kościoła, kolektywizację rolnictwa i rozbudowę przemysłu ciężkiego kosztem przemysłu środków konsumpcji.
Na powstanie kryzysu wpłynęła też polityka zbrojeniowa NRD jako efekt zaleceń władz radzieckich, które przewidywały utworzenie sił zbrojnych kosztem 1,5 mld DM. Zamaskowana – jako skoszarowana Volkspolizei – armia liczyła w 1953 już 113 000 żołnierzy i znacząco obciążała budżet NRD. Problemem władz w Berlinie Wschodnim stały się masowe ucieczki ludności z NRD do Niemiec Zachodnich. W pierwszym półroczu 1953 do RFN i Berlina Zachodniego zbiegło ćwierć miliona ludzi, w tym wielu mieszkańców wsi, w niektórych dniach uciekało do 5000 osób. Czara goryczy przelała się jednak 28 maja 1953, gdy rząd NRD zdecydował obligatoryjnie zwiększyć wydajność pracy o 10%, ponieważ uprzednie wezwanie SED i związków zawodowych skierowane do klasy robotniczej o zwiększenie efektów pracy poniosło fiasko. Robotnicy nie podjęli wezwania do zintensyfikowania wydajności pracy. Przeciętny zarobek w sferze produkcji wynosił tylko 313 DM, a renty sięgały 65 DM miesięcznie. Były to wartości głodowe. W dodatku żywność była racjonowana i droga. Kryzys nastąpił, gdy zostały podniesione ceny mięsa i wędlin, a ludzi wolnych zawodów pozbawiono kartek. Robotnicy, których realne dochody spadły o 20–40%, rozpoczęli strajki ostrzegawcze i protesty.

## Tajne wezwanie do Moskwy

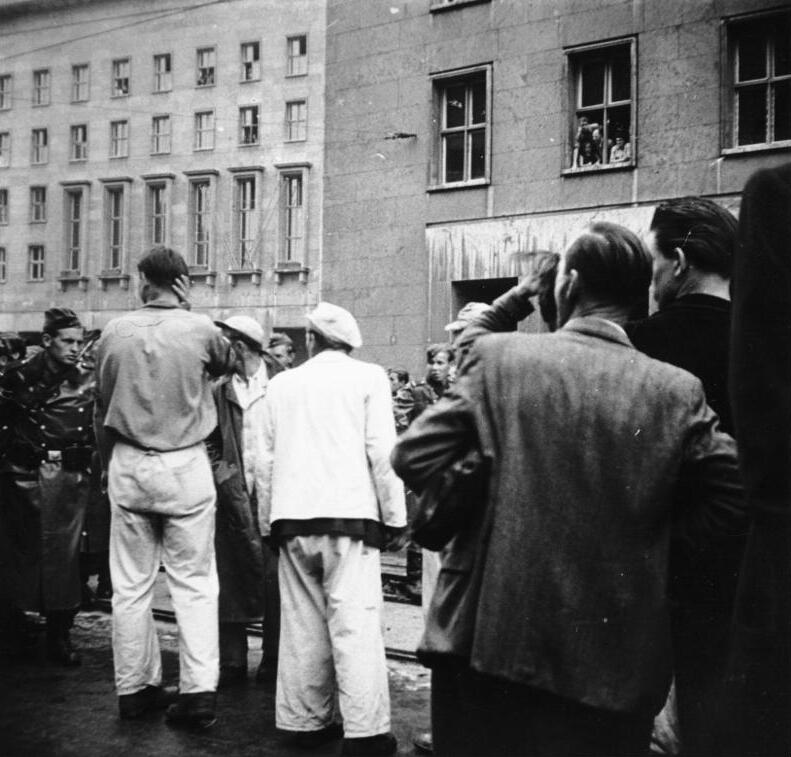
Demonstracja robotników berlińskich

Tajne wezwanie do Moskwy Waltera Ulbrichta – sekretarza generalnego Komitetu Centralnego SED i Otto Grotewohla – premiera rządu NRD na początku czerwca 1953 było konsekwencją wspomnianych niepokojów. Zalecenie Komitetu Centralnego Komunistycznej Partii Związku Radzieckiego było jednoznaczne – rozładować sytuację w kraju i przyjąć nowy kurs polityczny. W związku z tym uczyniono ustępstwa w stosunku do chłopów i ludzi wolnych zawodów. Jednakże klasa robotnicza poczuła się oszukana, albowiem nie anulowano uchwały o podniesieniu norm produkcyjnych. Gdy taki stan rzeczy próbowała usprawiedliwić gazeta związkowa „Tribüne”, nastąpił punkt krytyczny. Oburzenie sięgnęło zenitu wśród budowniczych na Alei Stalina w Berlinie Wschodnim. Na budowie bloku nr 40 zdecydowano podjąć strajk. Strajkujący ponieśli stosowną rezolucję do siedziby związku zawodowego na Wallstrasse. Do pochodu dołączali robotnicy z kolejnych placów budowy. Demonstracja stawała się coraz liczniejsza. Kiedy protestującym nie udało się wejść do budynku związkowego, pochód ruszył pod Urząd Rady Ministrów na Leipziger Strasse. Około południa 16 czerwca 1953 zebrała się tam wielotysięczna rzesza ludzi. Wiec rozpoczęły przemówienia nawołujące do zniesienia podwyższonych norm pracy oraz przeprowadzenia wolnych wyborów. Walter Ulbricht i Otto Grotewohl odmówili spotkania się z demonstrantami. Cały czas obradowało Biuro Polityczne Komitetu Centralnego SED z udziałem ambasadora radzieckiego Władimira Siemionowa. Wówczas padło spontanicznie hasło do strajku generalnego. Dopiero wtedy cofnięto decyzję o podniesieniu norm produkcyjnych. Było już jednak za późno.

## Zaskoczenie kierownictwa SED

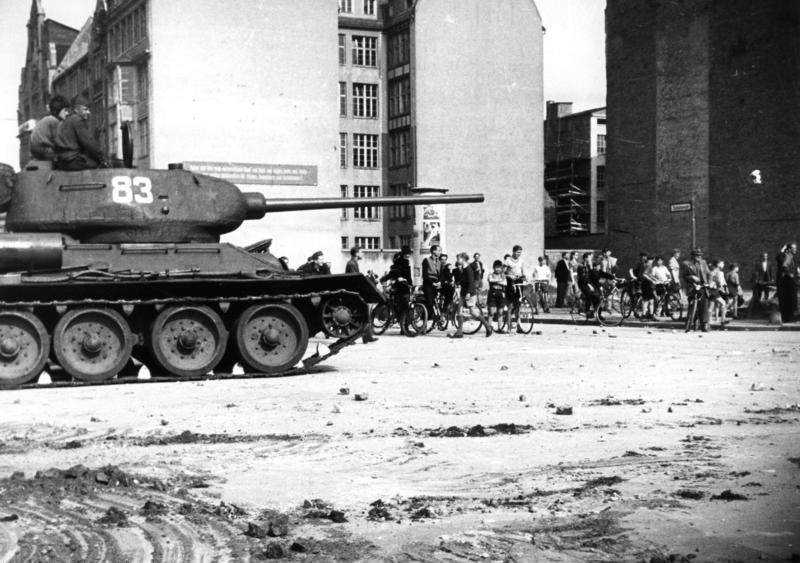
Radziecki czołg T-34-85 w Berlinie Wschodnim

Ulbricht potwierdził ten fakt na posiedzeniu Komitetu Centralnego SED. Przyznał, że błędnie oceniono kryzys. Strajk zaś coraz szybciej rozprzestrzeniał się. Przyłączali się do niego robotnicy z dużych zakładów pracy. Dużą rolę w jego podsycaniu odegrała radiostacja RIAS w amerykańskim sektorze Berlina i inne stacje nadawcze na Zachodzie, które w nocy z 16 na 17 czerwca 1953 roku poinformowały o rozruchach Niemców i cały świat. Strajki rozlały się na prowincję. Ogarnęły wiele kluczowych zakładów, miasta i wsie wokół Berlina, w Rostocku, Magdeburgu, Halle, Lipsku, Dreźnie, Görlitz i Jenie. Głównym ich motywem był protest przeciwko zawyżonym normom pracy, który przeradzał się następnie w żądania polityczne. Strajki ogarnęły w sumie około 600 zakładów pracy. Gdy strajkujący wyszli na ulice, przyłączali się do nich reprezentanci innych grup społecznych. Żądania narastały lawinowo. Dotyczyły one ustąpienia rządu, usunięcia premiera i sekretarza generalnego Komitetu Centralnego SED czy uwolnienia więźniów politycznych.
U wielu zaświtała wizja połączenia Niemiec. Symbolem tego stało się zerwanie czerwonej flagi z Bramy Brandenburskiej i zawieszenie na niej flagi czarno-czerwono-złotej. W ślad za strajkami nastąpiły wystąpienia czynne. W Magdeburgu, Halle (Saale), Lipsku, Bitterfeld, Jenie, Niskiej i Görlitz opanowano urzędy i budynki publiczne. W wyniku szturmu więzień uwolniono około 1300 osób. W Jenie i Rathenow zlinczowano pracowników Stasi.

## Stan wyjątkowy

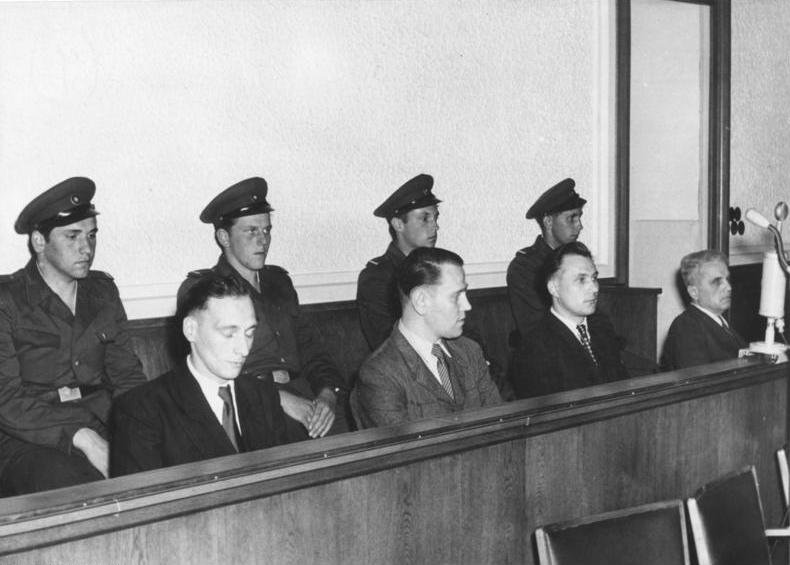
Proces powstańców

17 czerwca radzieckie dowództwo wojsk okupacyjnych wprowadziło stan wyjątkowy w Berlinie i na większej części obszaru NRD. Objął on 13 z 14 miast okręgowych oraz 51 miast powiatowych. Powstańcom zabrakło jednak kierownictwa i koordynacji działań. Dlatego wojska radzieckie bez trudu przywracały czołgami i wozami opancerzonymi porządek publiczny w rejonach objętych rozruchami. Za formalną władzą SED stała realna siła radzieckiej broni. Stan wyjątkowy trwał 4 tygodnie. Istota wystąpień polegała na tym, że były one skierowane przeciw SED, a nie przeciw wojskom radzieckim. Te ostatnie zaś, choć używały broni powściągliwie, spowodowały śmierć 24 obywateli NRD (8 osób zginęło od pocisków Policji Ludowej NRD). 18 powstańców skazanych przez radzieckie sądy wojskowe padło natomiast od radzieckich pocisków. Powstanie 17 czerwca 1953 upadło tak szybko, jak się zaczęło. U władzy pozostała Socjalistyczna Partia Jedności Niemiec, która wkrótce rozpoczęła ogólną nagonkę na prowokatorów i prowodyrów. Aresztowano około 1600 osób, które skazano na wysokie kary pozbawienia wolności. Na śmierć skazano mieszkańca Magdeburga za zastrzelenie strażnika więziennego.

## Skutki

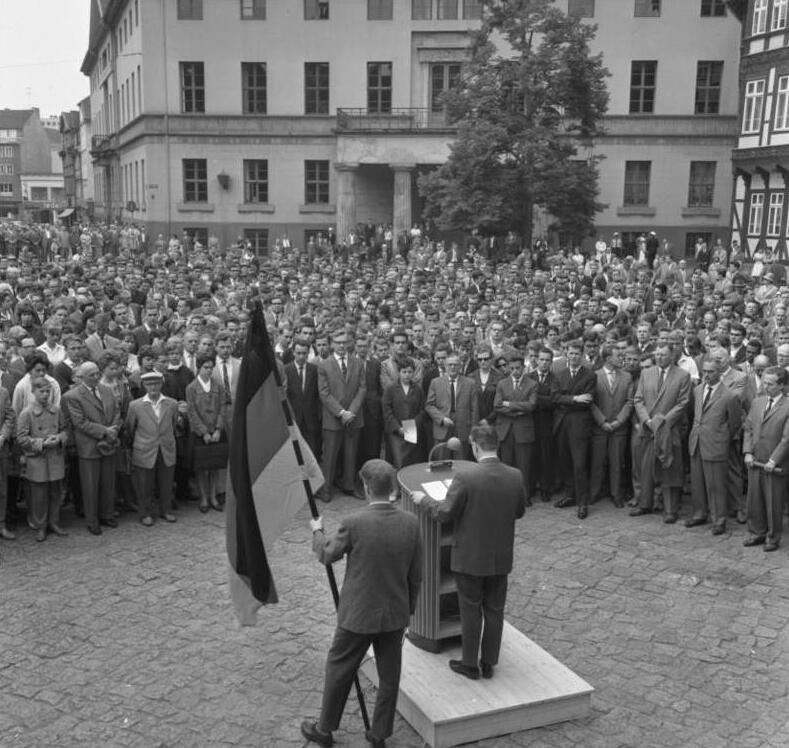
Uczczenie pamięci ofiar powstania w Brunszwiku (Niemcy Zachodnie)

Powstanie czerwcowe zakończyło się całkowitą klęską i śmiercią (według szacunków zachodnioniemieckich z 1966 roku) ponad trzystu osób. SED umocniło się przy władzy. Niemniej jednak było to pierwsze tak poważne wystąpienie klasy robotniczej i ludu w ogóle przeciwko rządowi w bloku wschodnim, za którego przykładem poszli trzy lata później Polacy i Węgrzy.
Zamieszki przyczyniły się do liberalizacji kierunku wyznaczonego przez partię. Po tych wydarzeniach z partii wykluczony został dotychczasowy szef Ministerstwa Bezpieczeństwa Państwowego – Wilhelm Zaisser.
Wieść o buncie w Niemczech Wschodnich rozeszła się również szybko po świecie kapitalistycznym (głównie za sprawą rozgłośni stacjonujących w Berlinie Zachodnim), zwiększając zainteresowanie tamtejszych obywateli losem Europejczyków zza żelaznej kurtyny. W RFN 17 czerwca ustanowiono Dniem Jedności Niemiec, który dopiero w 1990 przeniesiono na 3 października, na pamiątkę faktycznego zjednoczenia obydwu państw. W Berlinie Zachodnim Charlottenburger Chaussee – przedłużenie bulwaru Unter den Linden – przemianowano na Straße des 17. Juni (Ulica 17 czerwca).